# 装甲騎兵ボトムズ チャイルド 神の子篇
『装甲騎兵ボトムズ チャイルド 神の子篇』（そうこうきへいボトムズ チャイルド かみのこへん）は、高橋良輔による小説。

## 概要
OVA『装甲騎兵ボトムズ 幻影篇』の後日談。OVA終盤でワイズマンから養育を託された子供とキリコの旅を描く。
2020年9月25日から2022年12月10日にかけて電撃ホビーウェブ上で連載した後、2023年2月10日に角川書店より上下巻単行本が発売された。

## あらすじ
アストラギウス銀河を支配した「神」ワイズマンより後継者たる嬰児を託されたキリコ・キュービィーは、彼らを収容したギルガメス艦にて、急激な肉体・頭脳の成長をみせる少年後継者に再会する。彼をルーと名付けたキリコは戦火を逃れ惑星ラドーに不時着、苛酷な環境のなか人々の助けを借りルーを育む。だが、ワイズマンの威光にあやからんとするギルガメス上層部にふたたび軟禁されたキリコとルーは、神の意志で「消失の惑星」グラッセウスに導かれる。そこに待つものは怪物的に成長した青年ルーの「最終試験」だった。群雄割拠の地上で「メッタリア（超絶者）」と呼ばれた彼が、越えるべき壁と見た存在とは…？

## 書誌情報
『装甲騎兵ボトムズ チャイルド 神の子篇』〈角川書店、2023年2月10日〉
- 上巻：B6判 ページ数：224 ISBN 9784041134399[1]
- 下巻：B6判 ページ数：208 ISBN 9784041134405[2]